# 譚仔國際

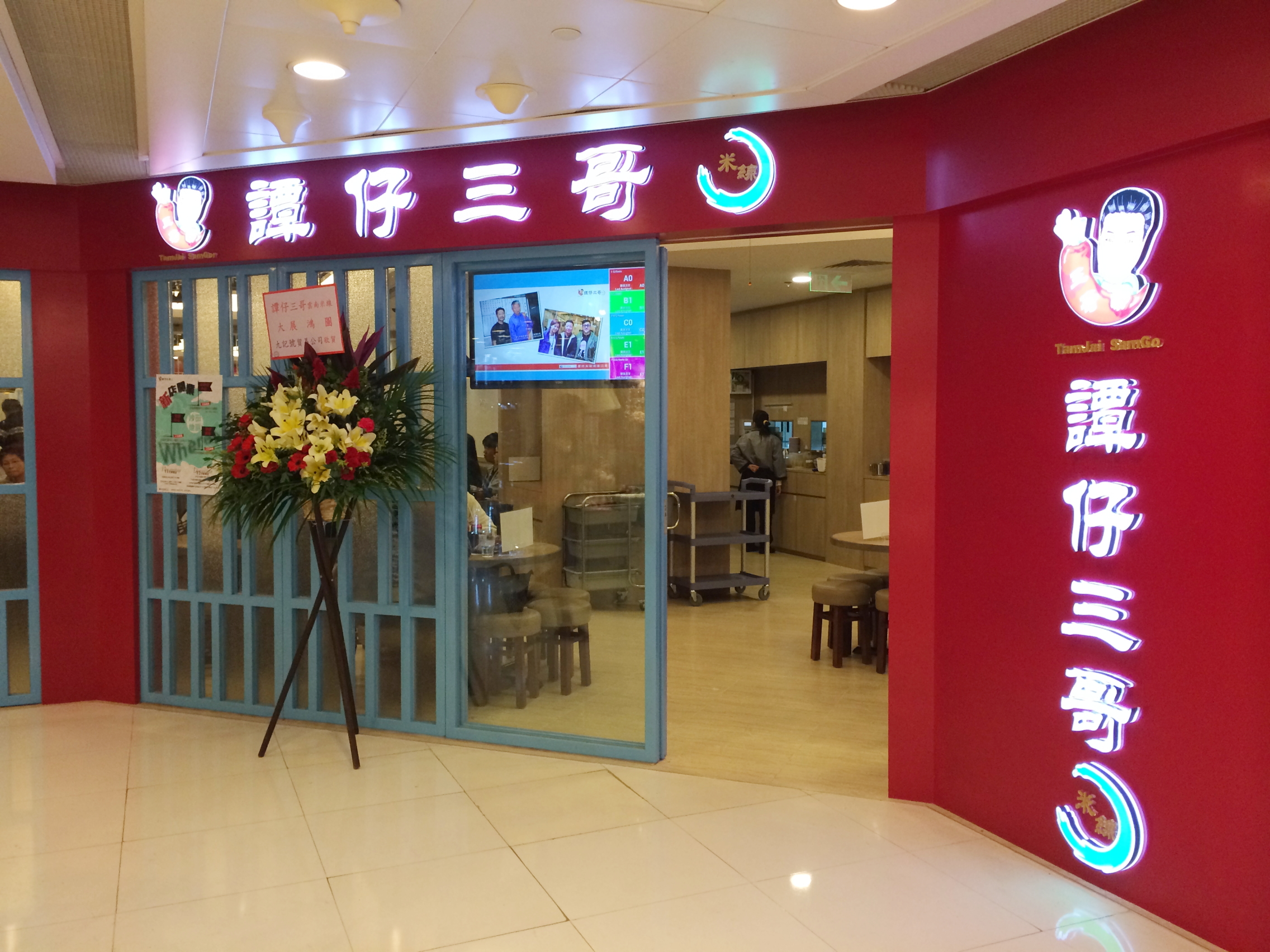
譚仔三哥米線位於沙田廣場的分店

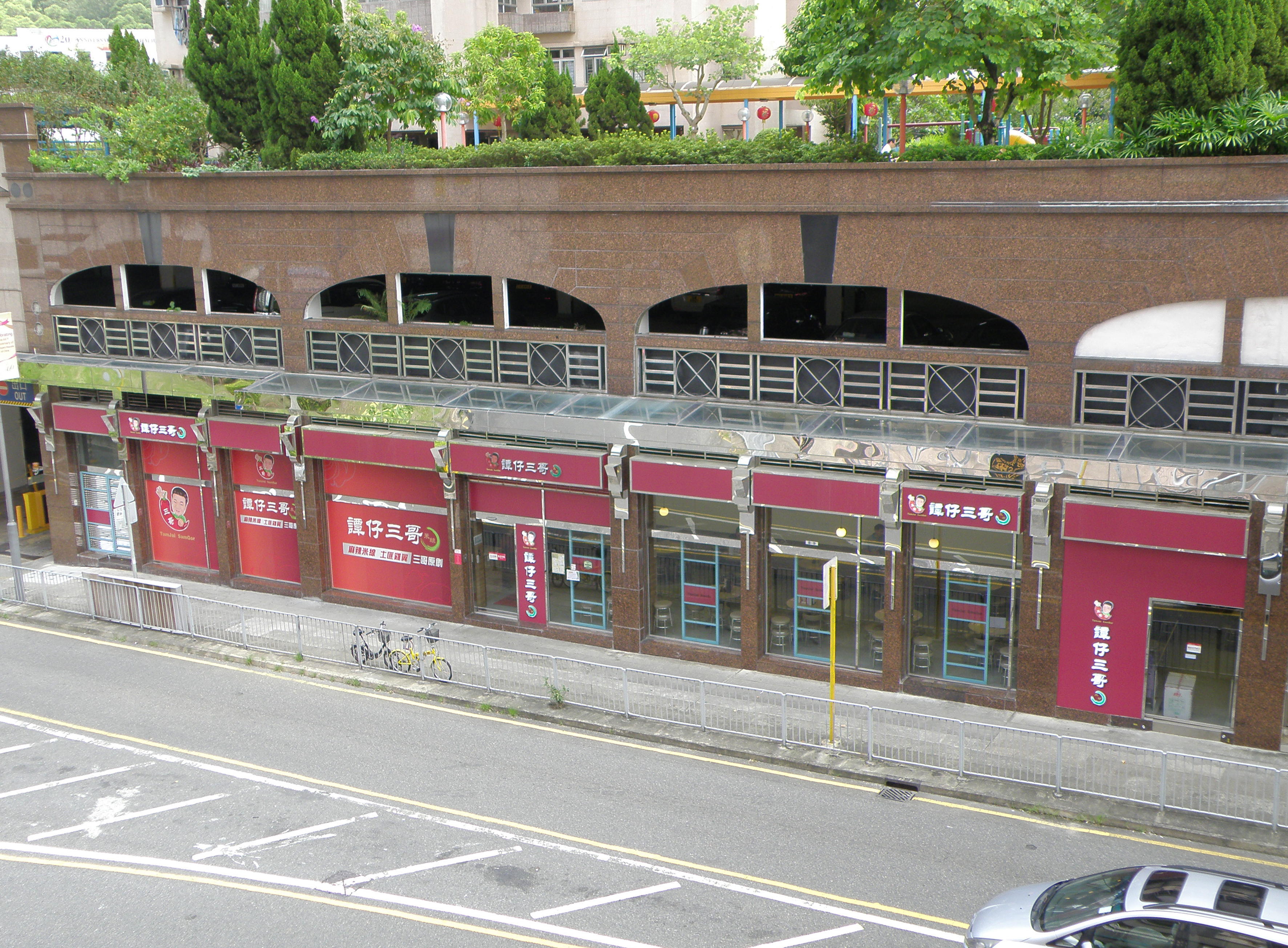
譚仔三哥米線位於馬鞍山新港城的分店

譚仔為香港一間米線連鎖食店，首創車仔麵式麻辣米線。2008年，因經營理念不同而分成細姐夫婦、五哥之「譚仔雲南米線」和三哥、六哥之「譚仔三哥米線」各自營運發展。2017年，兩家均先後全數出售予日資株式会社東利多控股。
2018年，東利多成立譚仔國際有限公司（Tam Jai International Company Ltd.），總部位於香港，亦於新加坡及深圳設辦事處。2021年10月7日，譚仔國際於港交所上市，上市價為每股3.33港元。
2025年2月，東利多提出以每股1.58港元私有化譚仔國際。

## 歷史

### 譚氏家族
譚氏家族籍貫湖南永興，根據譚澤群自述，祖父是富裕地主，譚父譚篤壽在文化大革命時被批鬥、被共产、坐過牢。大哥、大姐早夭，三哥澤群出生在湖南。1960年，譚父母帶同二哥及三哥從廣州偷渡至香港，其後，四哥（二哥、四哥未有參與譚仔）、細姐艷萍、五哥澤均、六哥澤強出生。幾兄弟姊妹曾協助譚父運作在大窩坪木屋區（今Beacon Peak）之冶金山寨廠，回收菲林底片、顯影劑、電路板、金牙等提煉貴金屬，但行業後來式微。
三哥小五學歷，14歲輟學，對烹飪充滿興趣，但未從事過飲食業，在1995年，三哥用駕駛的士辛苦儲蓄下的8萬元與六哥於荃灣福來邨開設「譚仔記茶餐廳」，先後賣過清湯腩、巴基斯坦咖喱及米線，惟經營未如理想，他謂「在家中煮得一手好菜，跟拿出來賣是兩碼事」，茶餐廳開業僅數月後就草草結業。

### 創立譚仔
1996年，首間譚仔雲南米線於長沙灣永隆街1號H舖開業，而當時全港只有一兩家店提供米線，六哥認為「米線將來會成為香港粉麵的主流」，於是把握商機開店經營，將四川麻辣及雲南米線合而為一。股東為三哥、六哥、姐夫周志明、六哥兩位同學，各佔20%。永隆街1號店曾售賣白灼苦瓜及三哥親手製蘭州拉麵，該店已於2007年搬遷。

### 五哥加入及擴張
1999年，譚氏4人曾於元朗安寧路開設「蟲哥米線」，惟3個月即結業。2000年，六哥兩位同學退股，五哥入股。五哥轉行前在藥房賣藥，五哥主要管理人事及中央工場，姐夫主要管工程及財務會計。同年譚仔擴充，以52萬元頂手鄰鋪，新鋪叫「湘蜀風」。五哥有經濟困難，三哥於是加按自己的住宅，貸予五哥支付頂手費。約一年多後，五哥低價出售深圳布吉村屋，還清入股費和頂手費連利息。
當時成功吸引導演谷德昭在《飲食男女》與食家蔡瀾在《壹週刊》專欄「未能食素」推介，其後客人日日排隊慕名嘗試，火紅到家族各人做到下午四、五點都未能食午飯，傳媒訪問接踵而來，賺得「第一桶金」。2003年，家族四人註冊成立「同心飲食有限公司」，正式開始開分店，四人各佔25%股份。及後開設分店之資金均來自公司內部盈利。2006年起，設中央廚房生產半製成品予各分店，以統一味道。

### 分家

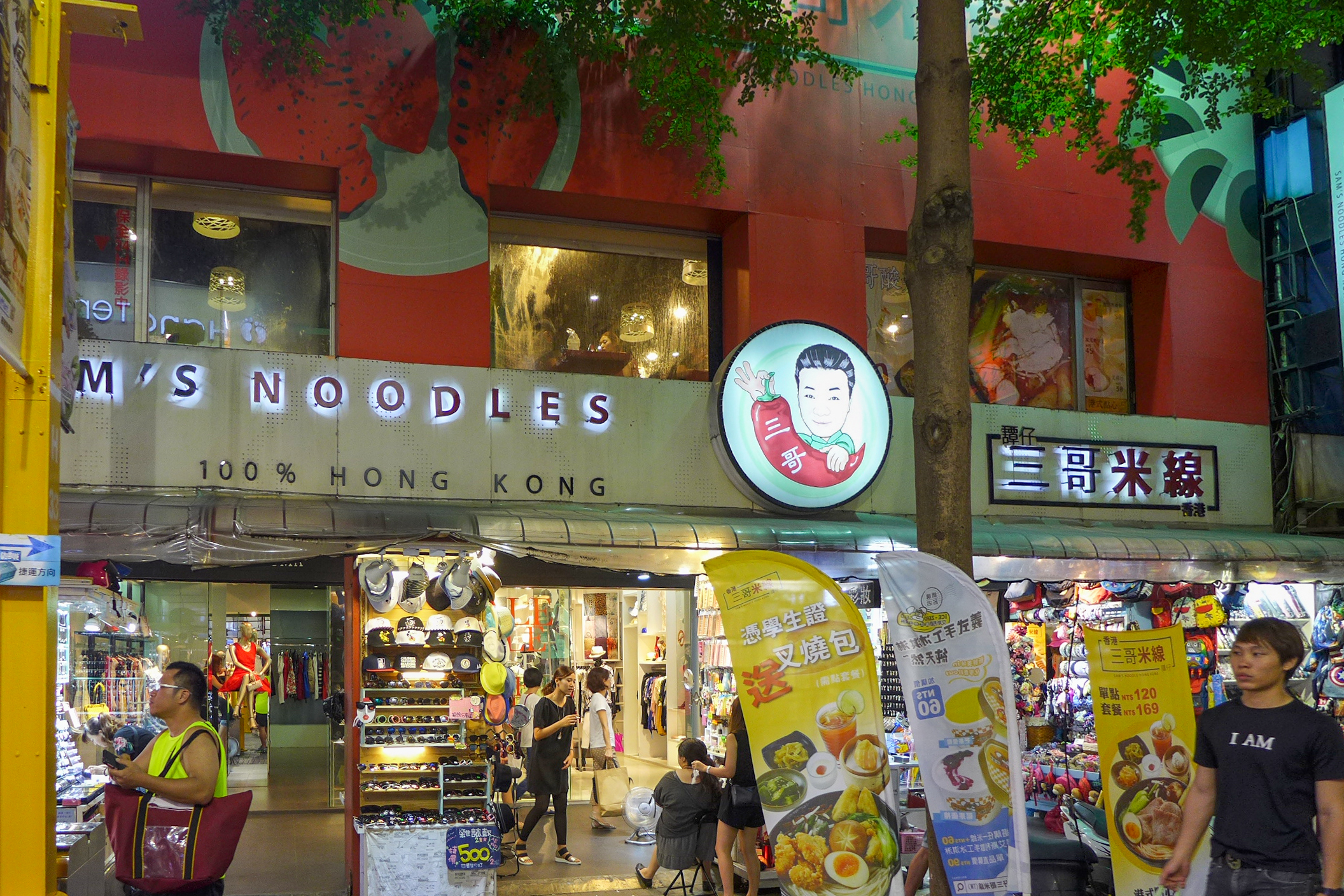
譚仔三哥米線在台北西門町分店（2015年）

譚父母在分家前離世。2008年，因經營理念分歧，12間分店按生意額平分拆伙，細姐夫婦、五哥繼承原品牌「譚仔雲南米線」，三哥、六哥另創「譚仔三哥米線」，兩者共同擁有「土匪雞翼」等商標及秘方。雙方長期不相往來。雙方互指對方於分家前夕已挑選員工。三哥一方稱湯底秘方由三哥原創，五哥一方稱湯底秘方源自譚父。兩家店之差異可以由門口水牌，碗碟顏色，餐牌分辨。
2009年起，細姐夫婦、五哥之譚仔雲南米線開始全線分店推行五常法管理系統，亦是首間於香港推行此認證之米線專門店。2009年，五哥回家鄉為鯉魚塘鎮中心完全小學捐建「譚篤壽教學樓」。2015年起，譚仔雲南米線頒授「員工子女獎學金」，資助子女就讀指定本地大學，每人每年上限5萬元，子女須在譚仔實習72小時。
譚仔三哥米線由三哥主理廚房，六哥掌管行政推廣與對外事務。三哥曾言：香港人食辣可以話係由其教識。三哥稱，2000年代曾被深水埗人員調查並抽取樣本去化驗，原來有人投訴其子日日食米線，懷疑湯底加入罌粟殼，令其上癮，「結果當然不了了之」。2011至2013年，譚仔三哥米線獲米芝蓮車胎人推介為「必比登」超值實惠美食。譚仔三哥米線曾在台灣及上海開拓業務，但台灣及上海所有分店均結業。公司曾讚美台灣風土人情優美，是保留華夏文化最好之地方，臺灣分店（2012至15年）當時由三哥之子譚震邦Eric開設，其以此契機移民臺灣，因不想寄父蔭下，2016年臺北開店賣港式叉燒，三哥全家亦在賣盤後移民臺灣。

### 東利多入主

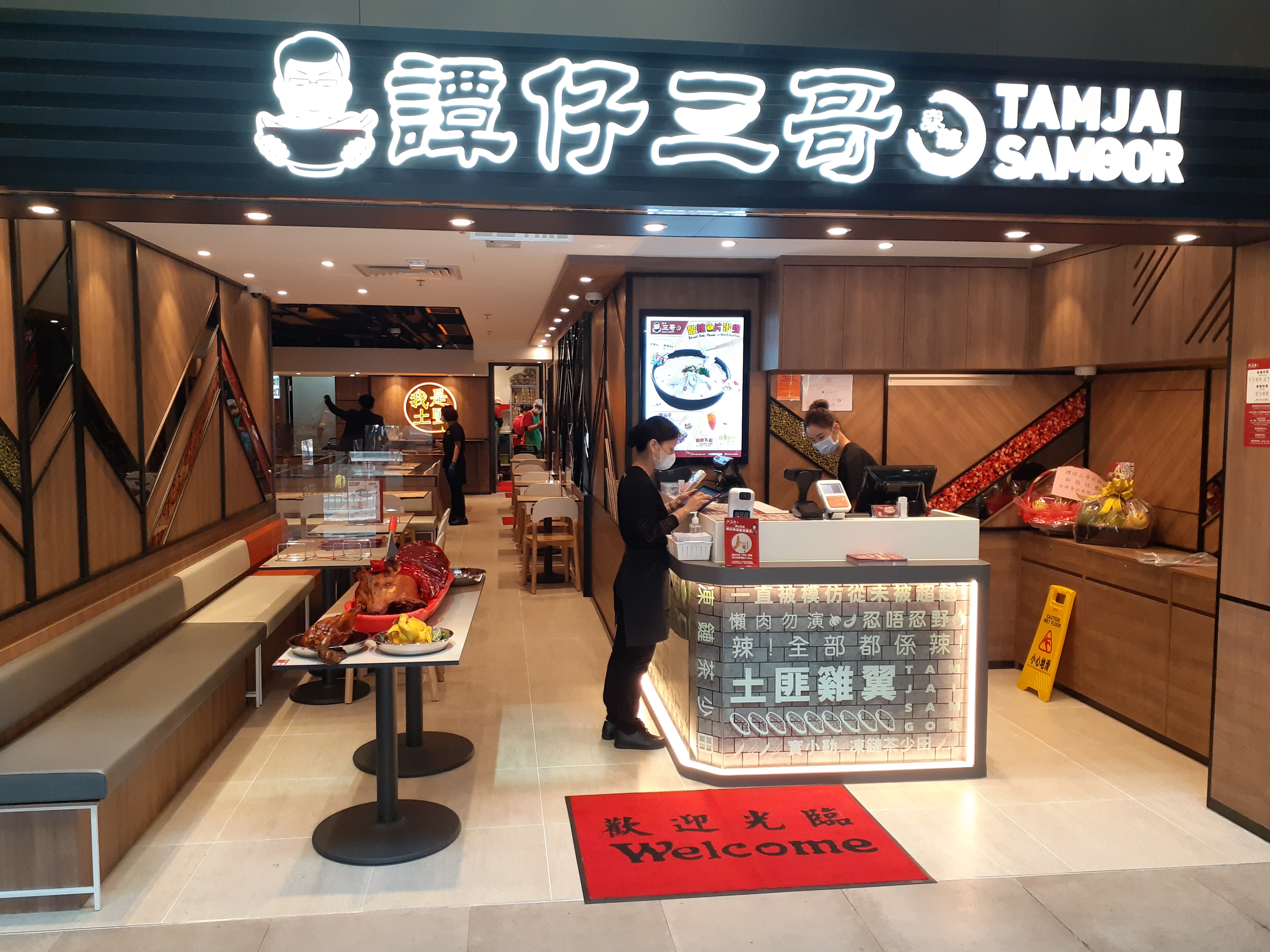
上環店

2017年5月15日，日本丸龜製麵母企東利多控股發出通告，確認以10億港元（150億日圓），向細姐夫婦及五哥收購「譚仔雲南米線」母公司「同心飲食有限公司」及關聯公司「新揚行有限公司」全部100%股權，收購完成後將進軍華南等中國大陸市場。譚仔前任股東最後一項不競爭承諾在2023年1月到期。
2017年12月1日，日資東利多控股宣布向三哥及六哥全面收購譚仔三哥米線母公司「譚仔飲食發展有限公司」，作價11.1億港元。交易完成後，該母企持有108間譚仔分店，其中56間是「譚仔三哥米線」，在香港雲南米線市佔率增至約70%。集團並考慮將業務擴展至東南亞、澳洲、俄羅斯和美國等多個華人聚居地。
2020年8月30日，譚仔國際宣布，「譚仔三哥米線」將於2020年第四季在新加坡開設3間海外店，首間店舖坐落於大型購物中心勿洛廣場（Bedok Mall），面積1,270方呎，計劃於10月底正式開業；並隨後在11月於唐人街開設第二間及怡豐城（Vivo City）第三間分店，面積分別為2,282方呎及1,711方呎。除了三哥將在新加坡開設至少三間海外店，譚仔亦於2021年4月9日在深圳皇庭廣場以「譚仔米線」之名開設首間境外店舖，此后又在东海缤纷天地和福田COCO Park开设分店。2022年3月進軍日本，於東京新宿開設日本一號店，4月分別在吉祥寺及惠比壽開設第二及第三分店。
2024年11月，譚仔國際收購持有香港丸龜製麵100%股權的東利多和頤控股，作價410萬港元。另外，譚仔國際會代表香港丸龜製麵償還股東貸款合共約840萬港元。
2024年11月，譚仔國際伴拍ST Group在澳洲墨爾本開設譚仔香港米線。是譚仔國際首家海外特許經營分店。
2025年，譚仔宣布，與馬來西亞綜合企業Hextar Group of Companies的成員Hextar Retail Berhad建立戰略夥伴合作，就在馬來西亞設立及經營集團旗下品牌餐廳訂立協議，以進軍馬來西亞市場。首間餐廳預期於2025年首季在馬來西亞吉隆坡開業。

## 產品
售賣方式採用車仔麵模式，顧客可自選湯底及配料，每碗米線包含一種自選基本配料，可加錢增加配料的款式及選取較貴的配料，基本湯底是清湯，其他湯底則要加錢，最初只提供米線，後來可加錢選擇其他粉麵。

### 湯底
- 清湯

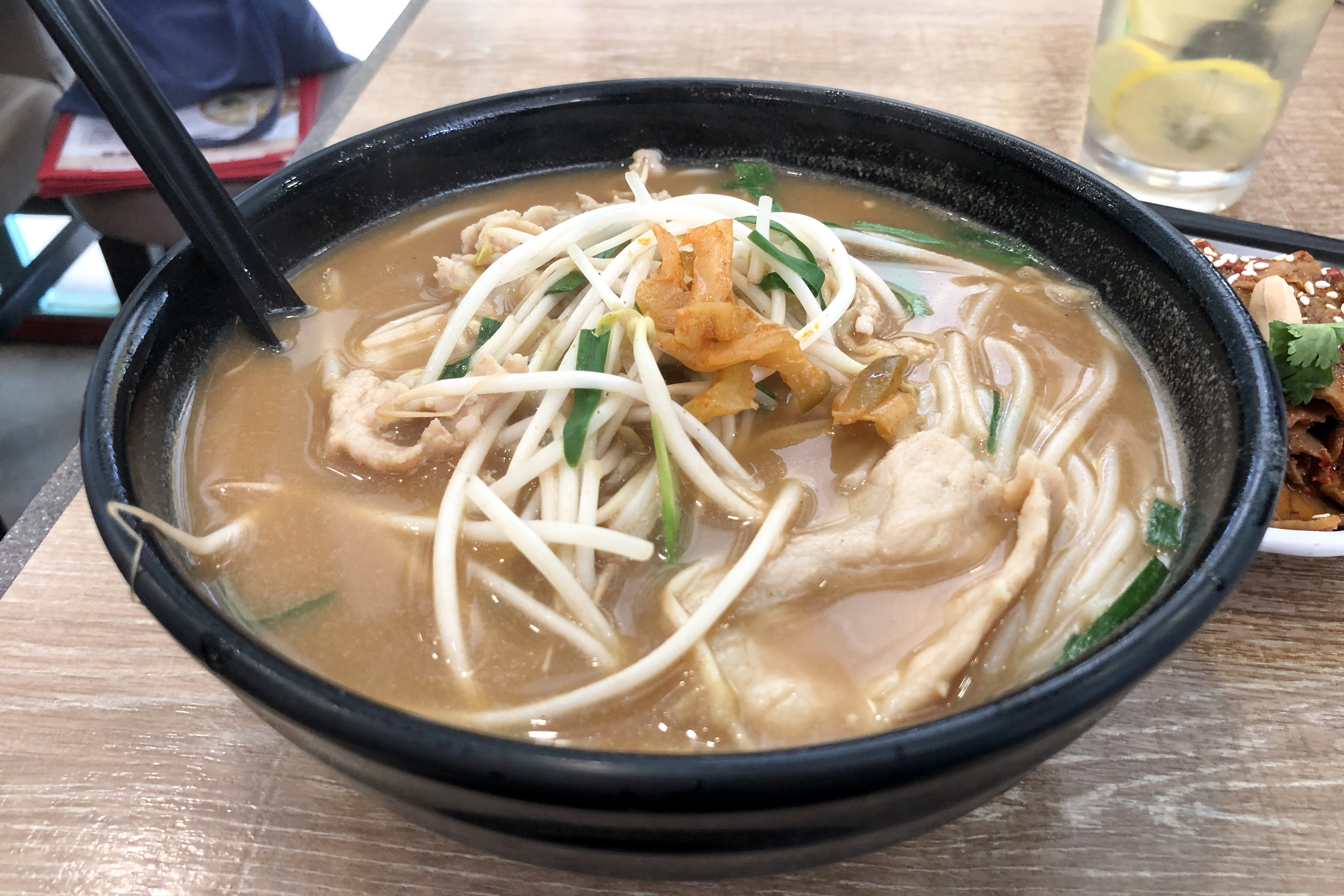
三哥獨創的煳辣湯底

- 麻辣 - 辣度分為：雙特辣（隱藏菜單）、特辣、大辣、中辣、小辣、2分一小辣、3分一小辣、4分一小辣、5分一小辣、10分一小辣
  - 材料包括大紅袍花椒、湖南指天椒、四川海椒及印尼米椒[41][42]。
- 酸辣／湖南酸辣
  - 材料包括醋、四川泡菜[43]。
- 三哥酸辣／重慶酸辣
- 煳辣（只在「譚仔三哥米線」提供）
  - 材料包括炒焦香料。
- 蕃茄湯
- 砂砂（只在「譚仔三哥米線」提供）

### 小食
四川風味系列
- 紅油青瓜
- 麻辣豬耳
- 蒜泥白肉
- 尖椒皮蛋

雞翼系列
- 新疆香草烤雞翼
- 四川麻辣烤雞翼
- 湖南土匪烤雞翼
- 口水雞翼

一人小食
- 豬耳
- 豬脷
- 手拍青瓜
- 雲耳
- 意川醋香雲耳

其他
- 即灼生菜/韭菜/芽菜
- 北方乍醬
- 家鄉酸菜

## 相關事件

### 譚仔口音

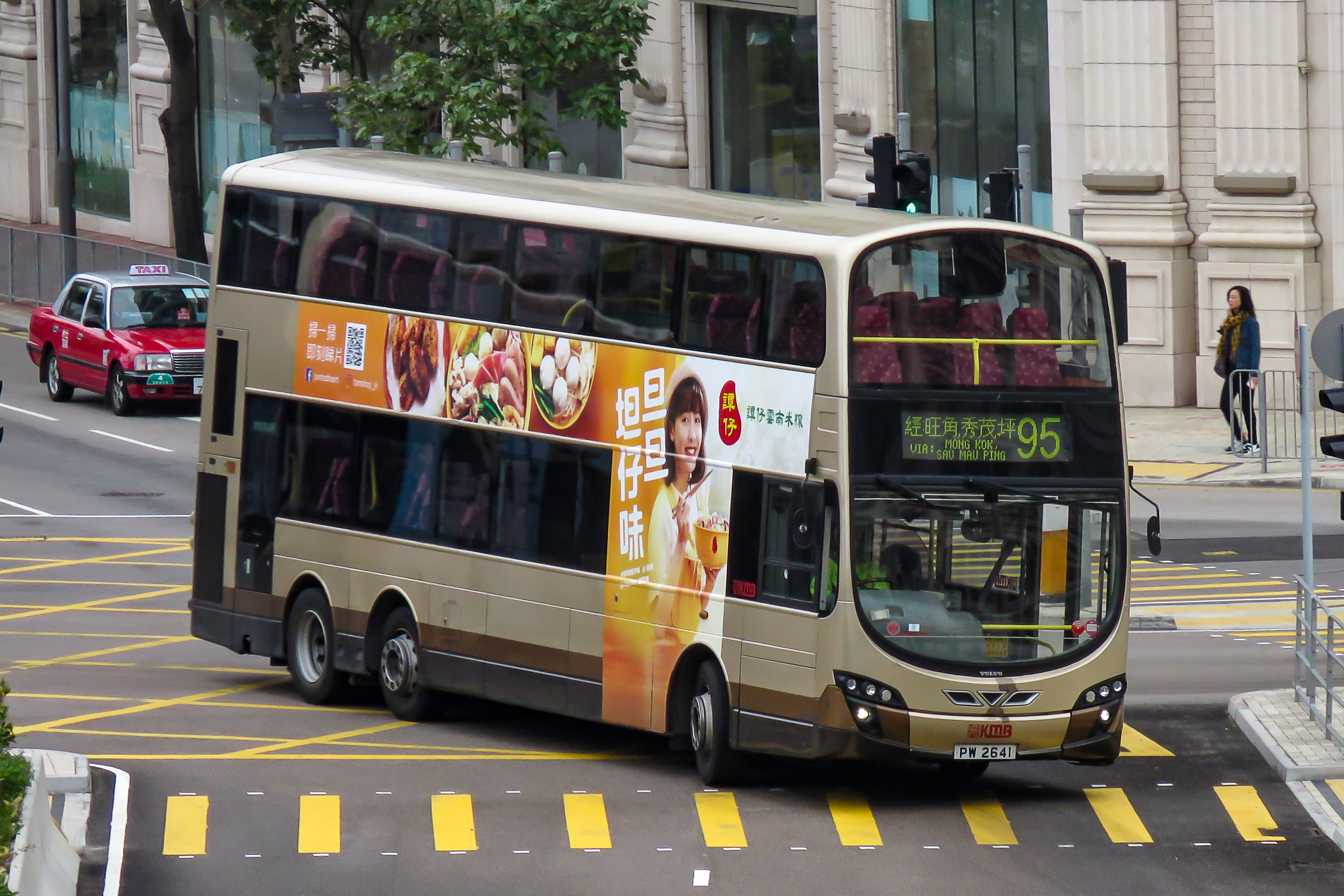
譚仔雲南米線在巴士廣告上使用「旦旦坦仔味」（譚仔話「啖啖譚仔味」）廣告語

譚仔多聘用來自貴州、四川、湖南之新移民，其操有自家性格之廣東話口音，例如將「腩肉墨丸」講成「懶肉勿演」，「豬膶」講成「之忍」，其口音被食客戲稱為「譚仔話」。
香港中文大學中國語言及文學系講師歐陽偉豪認為譚仔口音象徵「至少肯融入香港文化，令人覺得親切」。

### 鈉含量超標
2018年2月，消費者委員會發表報告指經測試10種、合共100款亞洲常見湯粉麵，發現高達76款的鈉含量超出每日建議攝取上限，當中包括「譚仔」及「譚仔三哥」米線。兩家米線的鈉含量，超出世界衞生組織建議之平均成年人每日2000毫克鈉攝入限量，其中一碗「三哥麻辣湯底米線10小辣」錄3900毫克鈉含量，而「譚仔」的同一款米線亦錄得2800毫克鈉含量，比限量高出近倍，食用一碗已接近兩日攝入上限之總和。

### 反送中示威
2019年10月26日，譚仔雲南米線油麻地及觀塘分店先後發現店外張貼告示，指不歡迎反共示威者，並以「曱甴」一詞形容。事件影響餐廳形象，引起公眾熱議。
「不招待曱甴」告示在網上瘋傳後，觀塘廣場分店外有市民前來圍觀。商場保安楊先生表示，下午接獲顧客告知，商場三樓的譚仔店外貼出該「曱甴」告示，他到場了解後確認告示曾存在。他通知譚仔店長後，店長稱告示非由員工所貼，並即時撕去。
譚仔雲南米線旋即於Facebook專頁發出兩次聲明及公開相關閉路電視片段，證實為非食客人士經過上述兩間分店時張貼店外，店內員工亦從未張貼相關告示，相信屬於人惡意捏造。又指該集團高度重視此問題，保留法律追究的權利。
而與「譚仔雲南米線」同屬「日本東利多」旗下的「譚仔三哥米線」則在 Facebook專頁聲援友店，稱「相信大家都應該睇得出明顯地係被整蠱」，又指發現同樣事情發生於三哥，「請幫我討回公道」。
至於「丸龜製麵香港」在 Facebook 專頁表示，雖然跟「譚仔雲南米線」是同一間母公司，但是「我們是屬於不同經營團隊」，「現時任何的非官網言論都不代表是本公司（丸龜製麵）的立場」，他們會「報告日本總部」。

### 五哥媳婦遭殺害肢解
2023年2月，前股東五哥譚澤均之子譚方駿（Chris Tam）之妻蔡天鳳（Abby Choi）在大埔大尾篤龍尾村一村屋內遭殺害，被碎屍。律政司落案控告死者前夫鄺氏等人。

## 外部連結
譚仔雲南米線：
- 譚仔雲南米線官網（页面存档备份，存于）
- 譚仔國際的Facebook專頁
- 譚仔國際的Instagram帳戶
- YouTube上的譚仔雲南米線頻道
- 譚仔雲南米線2010年12月18日蘋果日報聲明連結

譚仔三哥米線：
- 譚仔三哥米線
- 譚仔三哥米線的Facebook專頁
- 譚仔三哥米線的Instagram帳戶
- YouTube上的譚仔三哥頻道
- 100毛 fb專頁：坑渠特色風味切菜？！